# Изкуство от периода на великото преселение на народите
Миграционния период на изкуството идва с произведенията на германските народи по време на Великото преселение на народите (около 300 – 900 г.). Той включва миграционното изкуство на германските племена в Европа, както и началото на островното изкуство, което слага началото на хиберно-саксонско изкуство на Англо-саксониа и келтското сливане в британските острови. То обхваща много различни стилове в изкуствотозаедно с полихромния и животински стил. След християнизацията изкуството на миграционния период се развива в различни школи от Ранното средновековно изкуство на Западна Европа, подредени по региони като Англосаксонското и Каролингско изкуство, преди да се развият стиловете Романика и Готика.